# Brockville
Brockville ist eine kanadische Stadt in der Provinz Ontario. Brockville liegt rund 75 km nordöstlich von Kingston in der Region Thousand Islands am Nordufer des Sankt-Lorenz-Stroms. Die Stadt wurde nach dem britischen General Isaac Brock benannt und ist Sitz der Verwaltungseinheit United Counties of Leeds and Grenville. Brockville ist eine „separated municipalitiy/separated town“ und wird damit nicht durch das umgebende County verwaltet, außerdem hat sie den Status einer Single Tier (einstufigen Gemeinde).

## Geschichte

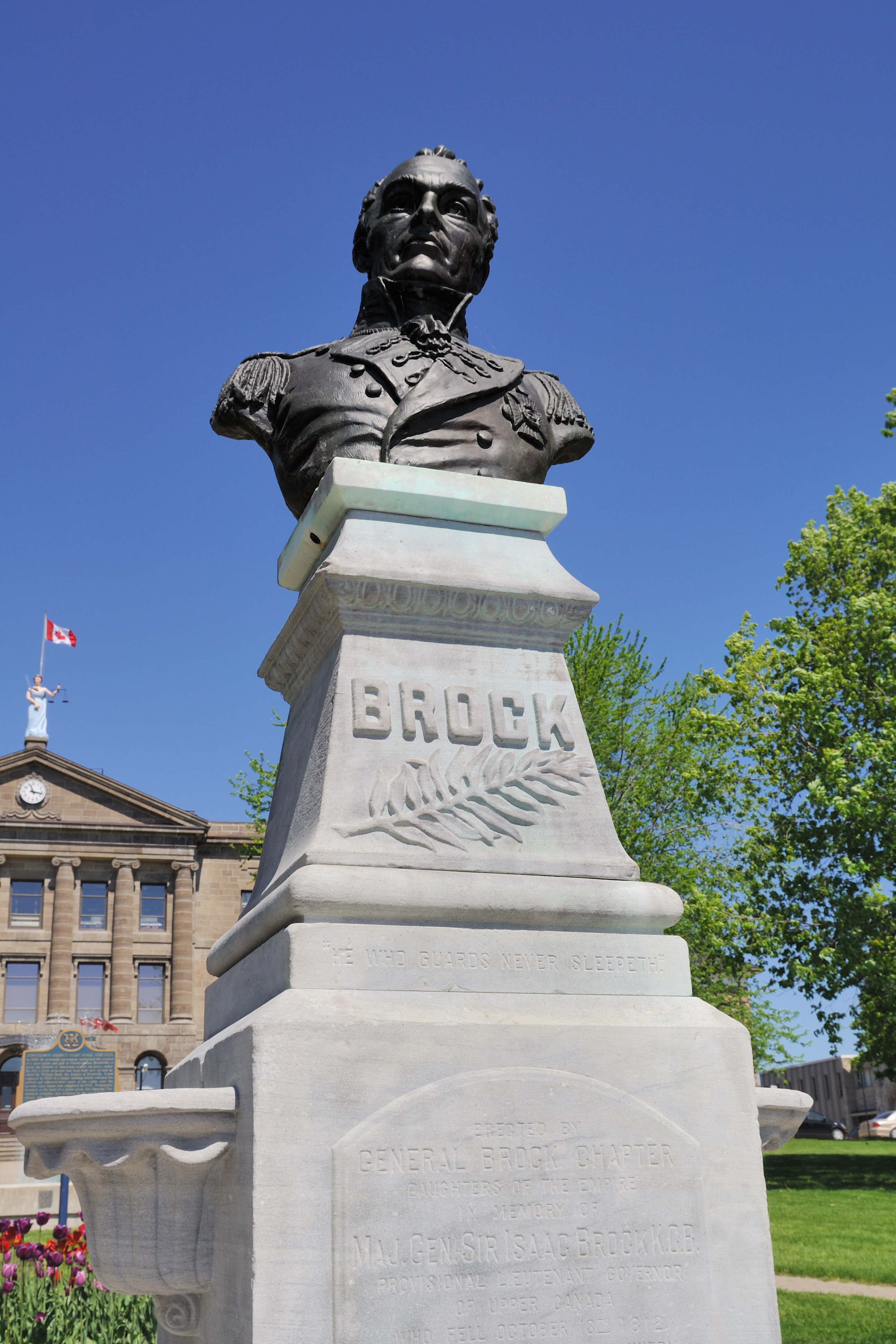
Büste von Isaac Brock

Die erste Besiedlung Brockvilles fand 1785 durch amerikanische Flüchtlinge statt, welche später als United Empire Loyalists bekannt wurden, und an der Seite von König Georg III. am Amerikanischen Unabhängigkeitskrieg teilnahmen. Gegen 1810 wurde die Stadt durch die Regierung Oberkanadas als Elisabethtown tituliert. Der in Kanada als Held und Retter gefeierte General Isaac Brock wurde vor allem wegen seines Erfolgs in der Sicherung der Kapitulation von Fort Shelby verehrt. Es ist historisch nicht genau ersichtlich, aus welchem Grund die Stadt ihren Namen wechselte. Es ist jedoch festzustellen, dass ab 1812 immer mehr Bürger in Briefköpfen von offiziellen Schreiben die Stadt als Brockville bezeichneten, was bis heute so erhalten geblieben ist. Am 28. Januar 1832 wurde Brockville die erste selbstverwaltete Stadt Ontarios und damit sogar zwei Jahre früher als Toronto.
Das Stadtrecht erhielt Brockville 1962.

## Politik

### Stadtregierung
Die Stadtregierung Brockvilles besteht aus neun gewählten Räten, die jeweils einen Ward repräsentieren, und einem Bürgermeister. Derzeitiger Bürgermeister ist David L. Henderson.

### Städtepartnerschaft
Es besteht eine Städtepartnerschaft zur kalifornischen Stadt Ontario.

## Bauwerke und Sehenswürdigkeiten

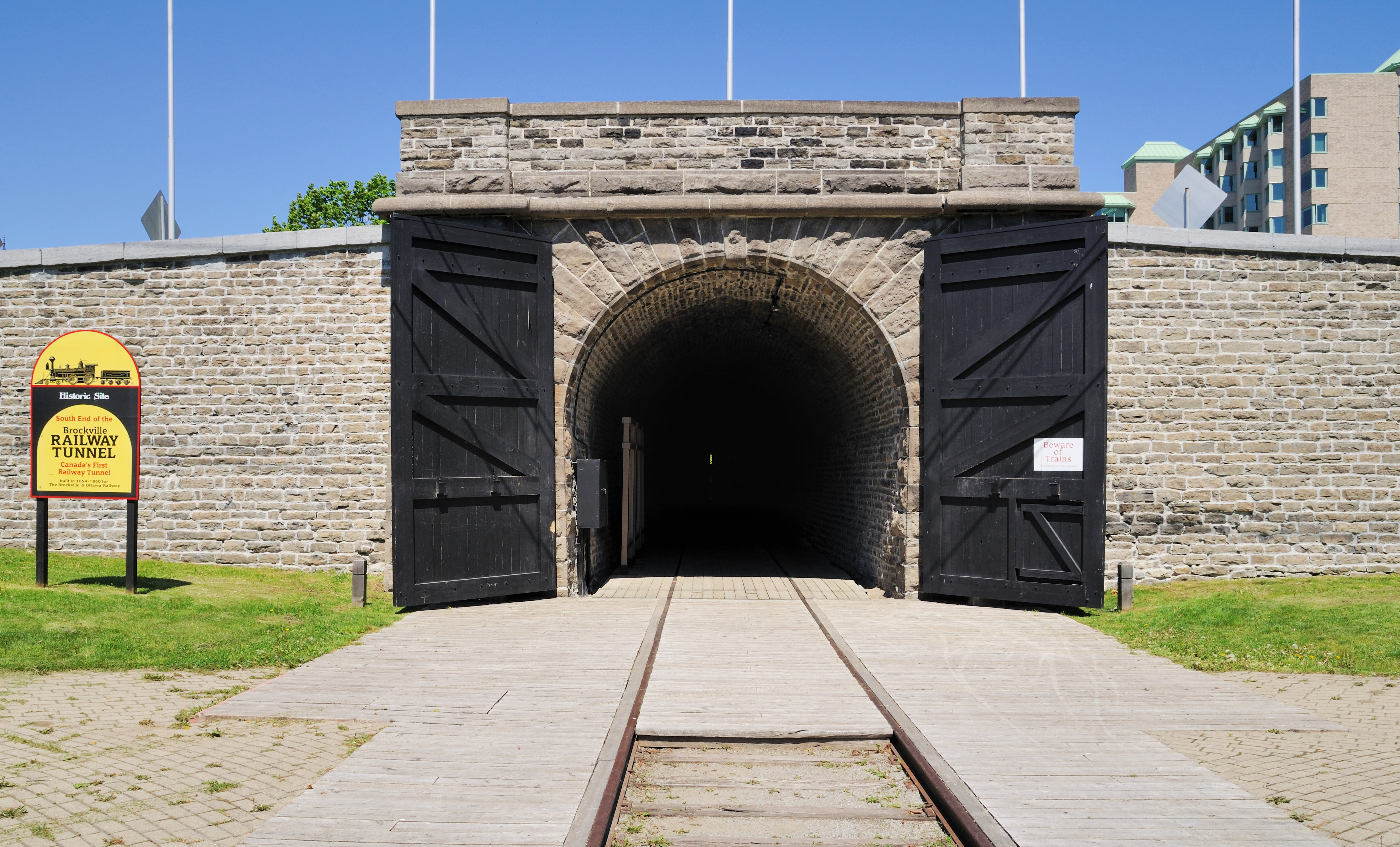
Stillgelegter Eisenbahntunnel

Die Hauptsehenswürdigkeit des Ortes ist der inzwischen stillgelegte Brockville Tunnel, ein Eisenbahntunnel, dessen Südeingang sich südlich des Rathauses befindet. Sein Bau begann im September 1854, am 31. Dezember 1860 wurde er für den Eisenbahnverkehr freigegeben. Damit war er der erste Eisenbahntunnel Kanadas. Genutzt wurde er bis April 1966 von Zügen mit niedriger konstruierten Diesellokomotiven. Nachdem man die Linie und die Anlage zum symbolischen Preis von einem Dollar verkaufte, wurde der Tunnel stillgelegt. Die ersten 279 m des 527 m langen Tunnels sind während der Touristensaison für den Publikumsverkehr geöffnet. Schautafeln in den Tunnelwänden erinnern an seine Geschichte. In der Nähe des Tunneleingangs steht ein ausgemusterter roter Eisenbahnwaggon der Canadian Pacific Railway.
Das Rathaus von Brockville befindet sich in einem 1862–64 errichteten Haus, der sogenannten Victoria Hall. Das schlichte Gebäude mit hohen bogenförmigen Fenstern trägt ein flaches, hellgrünes Dach mit einem zentral zur King Street West gerichteten Uhrenturm. Zwei kleine Kamine ragen seitlich aus dem Dach empor.
Nördlich des Rathauses vor einem kleinen Park steht das Gerichtsgebäude Leeds and Grenville County Court House. Der repräsentative, neoklassizistische Bau ersetzte einen Ziegelsteinbau aus dem Jahr 1809/10 und entstand in den Jahren 1842 bis 1844 nach den Plänen des Torontoer Architekten John George Howard. Der Eingang besteht aus einem eckigen Risalit, an dessen Spitze eine Justitia aus Holz befestigt ist. Das Gebäude gilt inzwischen als von historischem Wert und wurde am 26. Oktober 1966 zur National Historic Site of Canada erklärt.
Im Park vor dem Gerichtsgebäude befinden sich eine Fontäne und eine Büste des Namenspatrons der Stadt, General Isaac Brock. Südöstlich des Parks steht eine 1878 errichtete Baptistenkirche und in der nordwestlichen Ecke die 1879 erbaute First Presbyterian Church.
Im historischen Stadtkern von Brockville befindet sich das Stadtmuseum (The Brockville Museum). Es zeigt Exponate zur Industrie-, Landwirtschafts- und Gesellschaftsentwicklung der Stadt.

## Verkehr

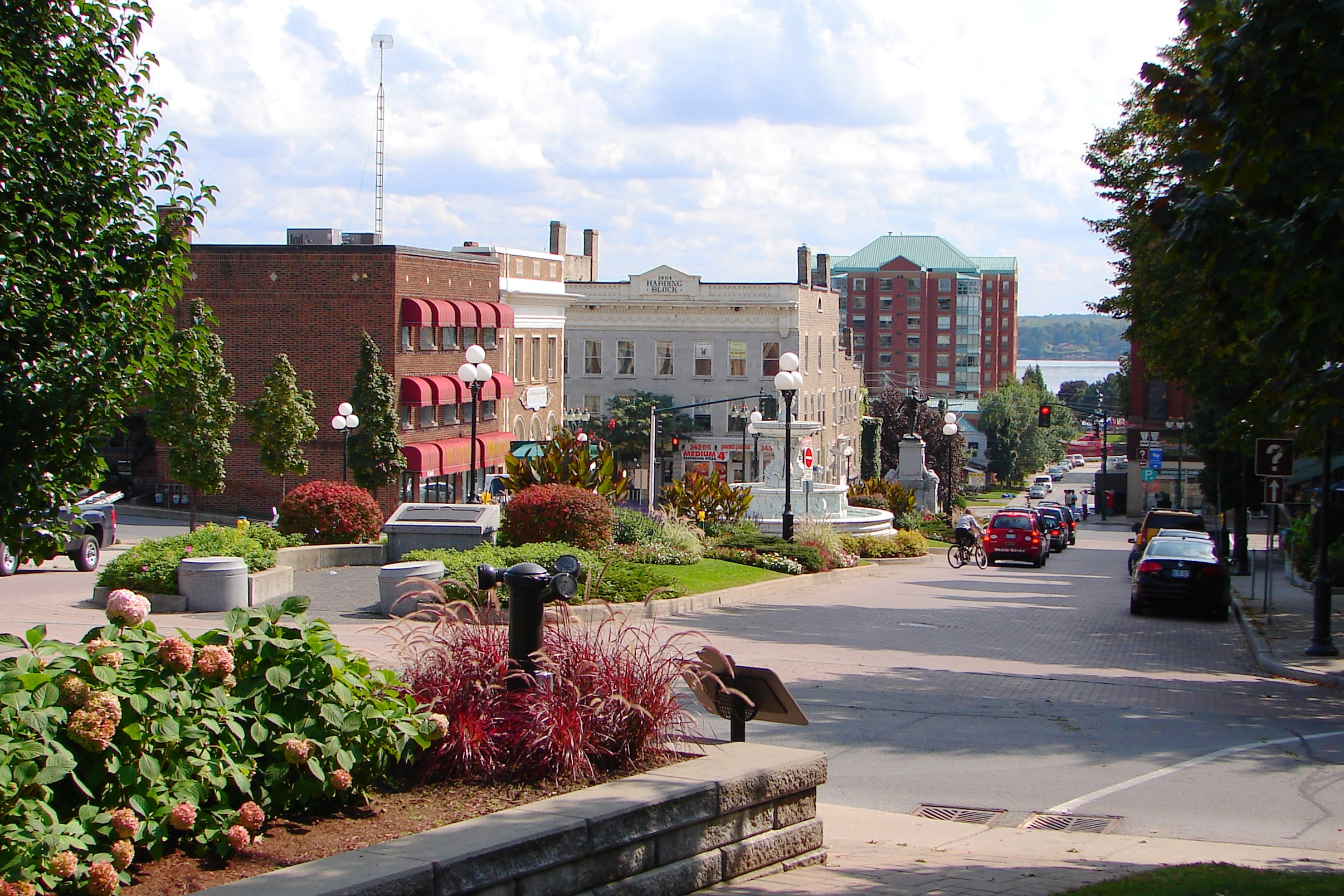
Broad Street

Brockville liegt etwa 340 km östlich von der Metropole Toronto und 210 km westlich von Montreal, die durch den Highway 401 miteinander verbunden sind. Über den Steward Boulevard (Highway 29) ist die Stadt mit dieser wichtigen Verkehrsader in Ost-West-Richtung verbunden und liegt etwa 110 km südlich von der Bundeshauptstadt Ottawa entfernt. Der Sankt-Lorenz-Strom bildet an dieser Stelle die natürliche Grenze zwischen Kanada und den Vereinigten Staaten mit dem Bundesstaat New York. Eine direkte Straßenverbindung von Brockville mit den USA existiert zwar nicht, es bestehen jedoch 40 km westlich die Thousand Islands Bridge und 25 km östlich die Ogdensburg-Prescott International Bridge zwei internationale Brücken, die in die Vereinigten Staaten führen.
Die regionale Gesellschaft Brockville Transit deckt das öffentliche Bussystem der Stadt ab und stellt für behinderte Menschen spezielle Transferbusse. Über die Gesellschaft VIA Rail ist Brockville an das Eisenbahnnetz des Québec-Windsor-Korridor angeschlossen und VIA-Korridorzüge halten hier planmäßig. In Brockville kreuzt sich die Bahnstrecke Toronto–Montreal (Kingston Subdivision) der Canadian National Railway, früher Grand Trunk Railway, mit der Brockville Subdivision (Smith Falls–Brockville) der Canadian Pacific Railway (früher Central Canadian Railway). Der Abschnitt vom Kreuzungspunkt bis zum Sankt-Lorenz-Strom durch den Brockville Tunnel ist stillgelegt. Am Streckenende bestand eine Fährverbindung der Canadian Pacific nach Morristown (New York).
Außerdem zweigte im Ort die heute stillgelegte Bahnstrecke der Brockville Westport and North-Western Railway nach Westport ab.

## Söhne und Töchter der Stadt
- William Buell Richards (1815–1889), Richter und Politiker, Vorsitzender des Obersten Gerichtshofes
- Albert Norton Richards (1821–1897), Politiker
- Nathan Phillips (1892–1976), 52. Bürgermeister von Toronto
- Joan Erikson (1903–1997), Erzieherin, Tanzwissenschaftlerin, Kunsttherapeutin und Autorin
- Donald Mackey (1920–1993), Organist, Chorleiter und Musikpädagoge
- Brad Inwood (* 1953), Klassischer Philologe
- Elizabeth Craig (* 1957), Ruderin
- Randy Sexton (* 1959), Eishockeyspieler, -trainer und -funktionär
- Randy Ladouceur (* 1960), Eishockeyspieler und -trainer
- Hank Lammens (* 1966), Eishockeyspieler und Segler
- Alyn McCauley (* 1977), Eishockeyspieler
- Dave Reid (* 1979), Eishockeyspieler
- Rob Brown (* 1981), Eishockeyspieler
- Ben Hollingsworth (* 1984), Schauspieler
- Conlin McCabe (* 1990), Ruderer
- Tim Nedow (* 1990), Kugelstoßer und Diskuswerfer
- Ben Hutton (* 1993), Eishockeyspieler